# سیلیوس ایتالیکوس

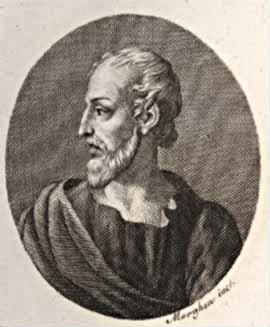
سیلیوس ایتالیکوس

تیبریوس آسکونیوس سیلیوس ایتالیکوس (لاتین: [ˈsiːlijʊs ɪˈt̪alɪkʊs]، حدود ۲۶ - حدود ۱۰۱ پس از میلاد) سناتور رومی، سخنور و شاعر حماسی عصر نقره ای ادبیات لاتین بود. تنها اثر باقی مانده از او کتابی ۱۷ جلدی با نام پونیکا است که عمدتاً اشعاری حماسی دربارهٔ جنگ دوم پونیک و طولانی‌ترین شعر بازمانده به زبان لاتین کلاسیک با بیش از ۱۲۰۰۰ سطر است.

##### حرفه سیاسی

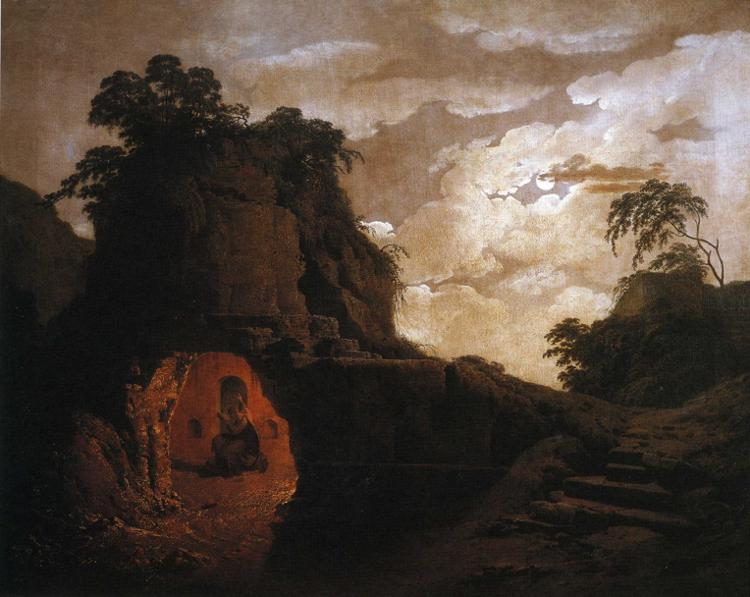
نقاشی از جوزف رایت اهل دربی که سیلیوس ایتالیکوس را در مقبره ویرژیل به تصویر می کشد.

## شرح زندگی